# Ludwig Streit
Ludwig Paul Ary Evert Streit (* 26. Juni 1938 in Leipzig) ist ein theoretischer und mathematischer Physiker mit deutscher und österreichischer Staatsbürgerschaft. Er gilt als einer der Begründer der White Noise Analysis.

## Leben
Ludwig Streit ging auf die Wilhelmschule (heute Wilhelmsgymnasium Kassel) in Kassel, wo er an einem Testprogramm mit Schwerpunkt Gesellschaftskunde teilnahm. Er schloss hierbei als Jahrgangsbester (13 mal Note „sehr gut“) am 26. Februar 1957 ab und legte dort auch ein Jahr später am 6. März 1958 sein großes Latinum ab. Hieran konnte man bereits sein großes Sprachtalent erkennen. So spricht er Englisch, Französisch und Portugiesisch fließend und besitzt Grundkenntnisse in vielen anderen Sprachen.
Im Wintersemester 1957 begann er als Student der Mathematik und Physik an der naturwissenschaftlichen Fakultät der Universität Göttingen. Im Sommer 1960 ging er an die Universität Graz und studierte dort theoretische Physik mit den Nebenfächern Mathematik, Philosophie und Psychologie und erlangte dort sein Absolutorium am 17. April 1962.
Nachdem er im Wintersemester 1961/62 am II. Institut für Theoretische Physik an der Universität Hamburg gearbeitet hatte, begann er seine Promotion an der Universität Graz bei Wolfhart Zimmermann und Paul Urban. Am 3. Juli 1963 wurde er „mit Auszeichnung“ promoviert (Über analytische Eigenschaften der exakten Streuamplitude). In den Folgejahren arbeitete er als Post-Doktorand wieder am II. Institut für Theoretische Physik an der Universität Hamburg (1963–1965) sowie als DFG-Forschungsstipendiat am Seminar für theoretische Physik an der ETH Zürich (1965–1967).
Ab 1967 war er am Physikfachbereich der Syracuse University, USA, wo er von 1968 bis 1969 als Assistent Professor tätig war. Nach einem kurzen Aufenthalt an den Bell Telephone Laboratories in Murray Hills, New Jersey 1969–1970, ging er als Associate Professor zurück an die Syracuse University. Seit 1972 ist er Professor am Fachbereich Physik der Universität Bielefeld. Hier war er von 1981 bis 1985 Direktor des Zentrums für interdisziplinäre Forschung (ZiF) und zusätzlich ab 1984 Direktor des Forschungszentrums BiBoS.
Zudem hat er seit 1973 eine Honorarprofessur an der Universität Graz. In Portugal hatte er von 1989 bis 1991 eine Professur für mathematische Physik an der Universidade do Minho inne. Seit 1991 hat er eine Professur für Mathematik und Physik an der Universidade da Madeira, Funchal, Portugal. Dort leitete er ab 1995 auch das Centro de Ciências Matemáticas. Er war zudem Gastprofessor in Tunesien, Taiwan, Italien, Japan, China, Burundi, Portugal und den Philippinen.
Seit 1963 ist er auch österreichischer Staatsbürger. Er ist in zweiter Ehe mit der Mathematikprofessorin (Universidade da Madeira) Dr. Margarida Maria Coelho Ribeiro de Faria verheiratet und hat drei Kinder.
In der theoretischen Physik arbeitete er in Quantenfeldtheorie, Quantenmechanik sowie Kernphysik und Polymerphysik. In der Mathematik befasste er sich mit unendlich-dimensionaler Analysis und trug maßgeblich zur Entwicklung der Theorie der stochastischen Prozesse und der stochastischen Analysis (weißes Rauschen) bei. Hierbei entwickelte und nutzte er zum Beispiel Methoden der White Noise Analysis zur mathematischen Begründung der Theorie der Pfadintegrale (mit Takeyuki Hida) in der Physik.

## Bücher
- L. Streit (Hrsg.): Many Degrees of Freedom in Field Theory. Springer US, Boston, MA 1978, ISBN 978-1-4615-8926-6, doi:10.1007/978-1-4615-8924-2.
- Herausgeber Mathematics + Physics. Lectures on recent results, 2 Bände, World Scientific 1985
- Philipe Blanchard, Reinhart Koselleck, Ludwig Streit (Hrsg.): Taktische Kernwaffen: Die fragmentierte Abschreckung (= edition suhrkamp 1195. Band 195). Suhrkamp Verlag, Frankfurt am Main 1987, ISBN 3-518-11195-7.
- Takeyuki Hida, Hui-Hsiung Kuo, Jürgen Potthoff, Ludwig Streit: White Noise. Springer Netherlands, Dordrecht 1993, ISBN 978-90-481-4260-6, doi:10.1007/978-94-017-3680-0 (englisch).